# Peter Marshall (rugby)
Pour les articles homonymes, voir Peter Marshall et Marshall.
Peter Leslie Marshall, né le 28 juillet 1955 à Sydney est un arbitre international australien de rugby à XV. 

## Carrière

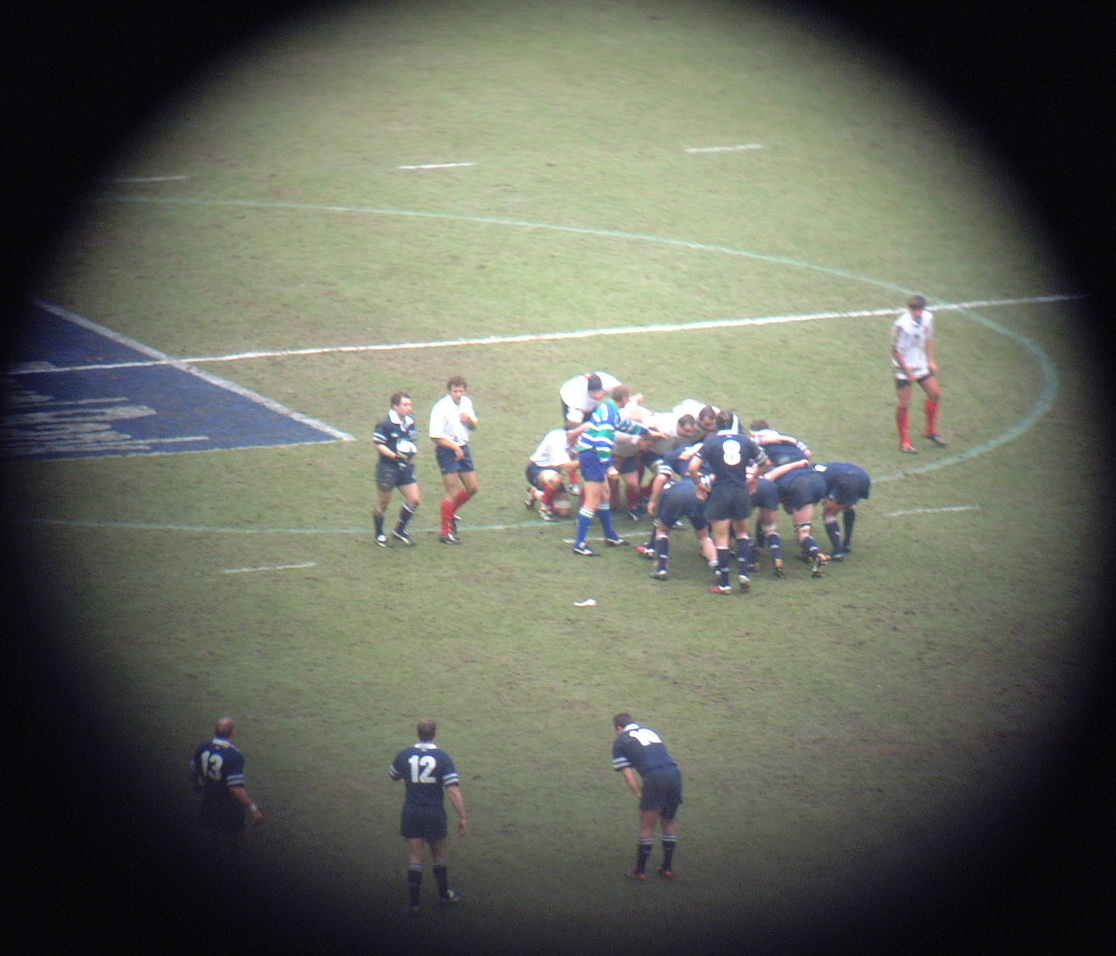
Peter Marshall arbitre France - Écosse lors du Tournoi des VI Nations 2003 au Stade de France

Il commence sa carrière d'arbitre en 1986.
Il arbitre son premier match international le 12 juin 1993, à l'occasion d'un match opposant l'équipe des Fidji à celle des Tonga. Il prend sa retraite d'arbitre en 2003.
Peter Marshall a arbitré notamment trois matchs de la Coupe du monde 1999 (dont la petite finale), deux matchs de la Coupe du monde 2003, quatre matchs du Tri-nations et quatre matchs du tournoi des Cinq/Six Nations (au 30-07-06).

## Palmarès
- 28 matchs internationaux (au 30 juillet 2006)